# 해프닝 (영화)
《해프닝》(영어: The Happening)은 2008년 개봉한 미국 미스터리 영화로, M. 나이트 샤말란이 감독, 각본 및 제작을 맡았다. 마크 월버그와 주이 디샤넬이 주연을 맡았으며, 2007년 8월 필라델피아에서 제작이 시작됐다.

## 출연

### 주연
- 마크 월버그 - 엘리어트 무어 역
- 주이 디샤넬 - 엘마 무어 역

### 조연
- 존 레귀자모
- 애쉬린 산체즈
- 로버트 베일리 주니어
- 마이클 비스카디
- 로버트 비직
- 스펜서 브레슬린
- 안소니 C. 브라운
- 베티 버클리
- 라이먼 첸
- 리치 추
- 프랭크 콜리슨
- 스테파네 드박
- 조엘 드 라 푸엔트
- 토니 드본
- 드레게 하딩
- 에드워드 제임스 하이랜드
- 브라이언 오할로런
- 찰리 색스턴
- 제레미 스트롱
- 시릴 도우베닌
- 코넬 우막
- 데이빗 니어림
- 로베르토 롬바디
- 키스 모이어
- 빈센트 리비에조
- 척 스커너만
- 제니퍼 위너

## 기타
- 총괄프로듀서: 게리 바버
- 총괄프로듀서: 로저 번바엄
- 공동제작: 조시 L. 로드리게즈
- 미술: 지닌 클로디아 오프월
- 의상: 벳시 헤이만
- 세트: 제이 하트
- Ass-PD: 존 러스크
- 배역: 더글러스 아이벨

## 표어
- 피할 수 없는 이상현상 / 당신은 살아남아야 한다! / 인류를 위협하는 극한 상황
- We've Scared It. / We've Seen The Signs. / Now... It's Happening.

## 관련 자료
- 군집 붕괴 현상

## 같이 보기
- 2014년 유명인 개인 사진 유출 사건